# Геровський Олексій Юліанович
Геровський Олексій Юліанович (6 жовтня 1883, Львів — 17 квітня 1972, Нью-Йорк, США) — громадський діяч Закарпатської України москвофільського напряму. Брат Георгія Геровського. Доктор права.
Навчався в Інсбрукській та Чернівецькій гімназіях, закінчив юридичний факультет Чернівецького університету.
Займався видавничою діяльністю, редагував газети «Русская правда» (1910—1913) і «Единая Русь» (1918). Брав участь у другому Мармарош-Сиготському судовому процесі (1913—1914), кілька разів був заарештований за проведення антиугорської та антиавстрійської діяльності. Уникаючи репресій, емігрував до Росії.
Дотримувався ідей монархізму, підтримував Денікіна. У 1919—1927 роках перебував на Закарпатті, проповідуючи москвофільство. За античехословацьку діяльність був депортований з Чехословаччини. Переїхав до Югославії (1927—1929), де очолював «Карпато-русский освободительный комитет», а згодом до США. Виконував обов'язки генерального секретаря «Карпаторуського союзу» (1935—1938).
Виступив посередником під час переговорів (вересень 1938) української і москвофільської народних рад напередодні формування автономного уряду Карпатської України на чолі з Андрієм Бродієм. В роки Другої світової війни проводив античехословацьку, а після 1945 — антирадянську політику.

## Джерело
- Микола Вегеш. Геровський Олексій Юліанович [Архівовано 16 січня 2017 у Wayback Machine.] // Енциклопедія історії України / редкол.: В. А. Смолій та ін. ; Інститут історії України НАН України. — К. : Наукова думка, 2004. — Т. 2 : Г — Д. — 518 с. : іл. — ISBN 966-00-0405-2.

1. ↑  Енциклопедія сучасної України — Інститут енциклопедичних досліджень НАН України, 2001. — ISBN 966-02-2075-8